# L'anitra selvatica
L'anitra selvatica (titolo originale Vildanden) è un dramma in cinque atti del drammaturgo norvegese Henrik Ibsen, scritto nel 1884.

## Trama

### Atto primo
Il primo atto si apre con un pranzo a casa di Werle, un ricco commerciante all'ingrosso, che attende l'arrivo del figlio Gregers, che è tornato in città dopo un'assenza di molti anni passata a lavorare nelle officine del padre. Gregers, appena arrivato, incontra tra gli invitati Hjalmar Ekdal, un vecchio compagno di classe, il quale gli racconta come Werle lo abbia aiutato a trovare una casa, una professione come fotografo e una moglie, Gina, che un tempo era serva in casa Werle; adesso la coppia ha una figlia di nome Hedvig, la cui educazione è finanziata da Werle. Gregers è convinto che i motivi per cui suo padre abbia aiutato e continui ad aiutare economicamente Hjalmar siano due. Il padre di Hjalmar Ekdal, il vecchio Ekdal, un tempo socio di Werle, era caduto in disgrazia ed era finito in prigione a causa di uno scandalo che rischiava di coinvolgere anche Werle. Da allora l'ex-socio vive in pratica della carità di Werle, che si sente addosso una cattiva coscienza al riguardo. Il secondo motivo sarebbe dovuto al fatto che Gina era l'amante di Werle, e Gregers sospetta che Hedvig sia in realtà figlia di suo padre e non di Hjalmar.
Gregers allora, adirato per il fatto che la vita del vecchio amico è costruita su una menzogna, parla con il padre e gli rinfaccia tutte le sofferenze che ha causato, incluse quelle verso la madre morente, decidendo così di lasciare la casa paterna.

### Atto secondo
La scena si sposta nella casa di Hjalmar, dove c'è anche il suo studio. La moglie Gina si occupa della casa, dello studio e in generale della gestione delle finanze della famiglia. Dalla festa Gregers arriva direttamente in casa degli Ekdal e mentre fa la conoscenza della famiglia, Hjalmar gli confessa che Hedwig sta perdendo progressivamente la vista a causa di una malattia genetica, di cui Hedwig stessa è all'oscuro. Poco dopo, la famiglia mostra a Gregers un solaio dove sono tenuti vari animali come piccioni e conigli e in cui Hjalmar “va a caccia” con il padre, che un tempo era un noto cacciatore. L'animale a cui viene dato più valore è un'anatra selvatica. In una battuta di caccia fu proprio il vecchio Werle a ferirla a un'ala e l'anatra andò giù, ma fu riportata a galla dal cane da caccia di Werle; successivamente gli Ekdal se ne erano presi cura e così aveva recuperato la salute. Gregers decide di affittare una camera dagli Ekdal, sebbene Gina sia contraria per il fatto che una situazione simile potrebbe causare problemi con il vecchio Werle.

### Atto terzo
Il giorno dopo Gregers parla con Hedvig, che gli spiega di non poter andare a scuola perché Hjalmar ha paura che possa rovinarsi la vista, ma che egli non ha tempo per darle lezioni. Durante la conversazione Gregers sente degli spari nell'attico e gli viene detto che sono Hjalmar e suo padre che vanno “a caccia” nel solaio. Hjalmar parla con Gregers di una “grande invenzione”, in relazione alla fotografia ma che non viene mai specificata e a cui sta lavorando per poter finalmente pagare i debiti che ha nei confronti di Werle e per rendere completamente indipendente la sua famiglia.
Durante il pranzo a cui sono stati invitati anche degli amici di Hjalmar, il medico Relling e lo studente in teologia Molvik, Werle si presenta in casa per convincere Gregers a ritornare a casa, ma il figlio rifiuta e afferma che ha il dovere di dire a Hjalmar la verità. Dopo che Werle si è congedato, Gregers chiede a Hjalmar di accompagnarlo per una passeggiata durante cui gli rivela la verità riguardo a Gina e a Werle.

### Atto quarto
Tornato a casa dalla passeggiata, Hjalmar chiede a Gina di occuparsi di tutto il futuro lavoro di fotografo senza nessun aiuto da parte di lei sia di gestire le finanze della famiglia, inoltre le rinfaccia la sua relazione con Werle. Gina confessa ma insiste nel dirgli che lo ama intensamente.
Durante la discussione Gregers ritorna, sorpreso di non trovare la coppia felice per il fatto di non vivere più nella menzogna. Poco dopo arriva la signora Sörby, che reca una lettera a Hedvig e comunica che sta per sposarsi con Werle. Sulla lettera c'è scritto che Werle sta pagando per il vecchio Ekdal cento corone al mese fino alla sua morte, dopo la quale il sussidio verrà trasferito a Hedvig. Hjalmar prova disgusto della notizia e insinua che Hedvig possa essere la figlia di Werle. Arriva a non poter più sopportare la vista di Hedvig ed esce di casa per andare a bere con Relling e Molvik. Gregers cerca di calmare Hedvig e le suggerisce di sacrificare l'anatra selvatica per dimostrare l'affetto che lei prova per Hjalmar. Hedvig è disperata e pur di riavere indietro l'affetto del padre accetta, aggiungendo che la mattina successiva chiederà al nonno di sparare all'anatra.

### Atto quinto
Il giorno dopo Relling arriva per dire si trova con lui. Il medico è indignato con Gregers per la situazione che si è venuta a creare e gli rivela che tempo prima aveva messo in testa a Hjalmar l'idea dell'invenzione come “menzogna vitale” (Lebenslüge) per far sì che non cadesse nella disperazione.
Hjalmar entra in casa e Hedvig è piena di gioia nel vederlo, ma egli la respinge e chiede di non essere disturbato mentre pensa cosa fare. Sconvolta, Hedvig si ricorda di cosa aveva detto a Gregers la sera prima riguardo all'anatra, afferra la pistola del nonno senza farsi notare e si avvia nel solaio. Dopo aver sentito uno sparo, Hjalmar e Gina pensano che sia il vecchio Ekdal a sparare durante la sua caccia quotidiana ma, quando il vecchio entra, capiscono che non è stato lui a sparare e irrompono nel solaio, trovando la ragazza che giace sul pavimento e con la pistola in mano. Sconvolti, la trasportano nello studio ma non trovano ferite. Relling accorre e comincia a esaminarla, concludendo che la pallottola è entrata nel petto e l'ha uccisa subito. Hjalmar l'abbraccia e la supplica di tornare in vita per dirle quanto egli l'ami infinitamente.
Non appena Hjalmar e Gina sono usciti con il corpo di Hedvig, Relling constata che la ragazza si è sparata, dal momento che il vestito è bruciacchiato. Gregers afferma che Hedvig non è morta invano, dal momento che il dolore ha sublimato Hjalmar. Relling ribatte che questo sentimento durerà pochi mesi e che la figlia morta sarà solo “un bel tema su cui declamare”.

## Rappresentazioni
La prima assoluta è stata il 9 gennaio 1885 al Komediehuset på Engen di Bergen.
La prima italiana, nella traduzione, dal tedesco, di Polese e Rindler, è stata portata in scena il 26 settembre 1891 al Teatro Manzoni di Milano dalla compagnia Novelli-Leigheb, con Ermete Novelli (Ekdal), Edoardo Cristofari (Hjalmar Ekdal), Lina Novelli (Gina Ekdal), Claudio Leigheb (Relling), Ruggero Ruggeri (Greger Werle).

## Adattamenti
Il Secondo programma della Rai in data 20 maggio 1970 ha trasmesso un adattamento a cura e per la regia di Ottavio Spadaro, nella traduzione di Luciano Codignola, con Fosco Giachetti (Aakon Werle), Umberto Orsini (Gregers Werle), Sergio Tofano (Ekdal), Renato De Carmine (Hjalmar Ekdal), Ileana Ghione (Gina Ekdal).

## Edizioni
- L'anitra selvatica, traduzione di Paolo Rindler ed Enrico Polese Santarnecchi, Milano, M. Kantorowicz, 1894, 111 p.
- L'anitra selvatica, traduzione di Anita Rho, Torino, Einaudi, Collezione di teatro n. 5, 1963, 115 p., ISBN 9788806068417